# 18 Dywizja Piechoty (austro-węgierska)
18 Dywizja Piechoty (18. ITDiv.) – wielka jednostka piechoty cesarskiej i królewskiej Armii.

## Historia dywizji
Do 1868 roku XVIII Dywizja (niem. XVIII. Truppen-Division Zadarze (wł. Zara) była podporządkowana namiestnikowi i generałowi komenderującemu w Zadarze. W skład dywizji wchodziła:
- 1 Brygada w Zadarze,
- 2 Brygada w Dubrowniku (wł. Ragusa),
- 1. i 2. batalion Pobrzeżnego Pułku Artylerii w Trieście,
- 12. kompania Pułku Inżynieryjnego Nr 2[1].

W lipcu 1868 roku została wprowadzona nowa organizacja terytorialnych władz wojskowych. W miejsce dotychczasowej Generalnej Komendy w Zadarze (właściwej terytorialnie dla Dalmacji) została utworzona Komenda Wojskowa w Zadarze. Komendant XVIII Dywizji pełnił jednocześnie obowiązki komendanta wojskowego i podlegał bezpośrednio Ministerstwu Wojny Rzeszy. W 1870 roku w skład dywizji wchodziły cztery brygady oraz dwa bataliony artylerii fortecznej (nr 11 i 12). Trzy brygady (2., 3. i 4.) były przydzielone do Komendy Wojsk w Okręgu Kotor (niem. Truppen-Commando im Bezirke Cattaro) na czele, który stał GM Wolfgang Gottfried Leopold von Auersperg. W 1871 roku, po rozwiązaniu Komendy Wojsk w Okręgu Kotor, w skład dywizji znów wchodziły dwie brygady (1. i 2.). Oba bataliony artylerii fortecznej (nr 11 w Ragusa i 12 w Zadarze) pozostały w składzie dywizji.
W 1878 roku komenda dywizji została przeniesiona ze Splitu (wł. Spalato) do Mostaru.
18 Dywizja Piechoty stacjonowała na terytorium 16 Korpus (do 1909 roku Komenda Wojskowa Zara). Dywizja była podporządkowana komendantowi 16 Korpusu – generałowi komenderującemu. Komenda dywizji mieściła się w Mostarze.
W latach 1911–1914 w skład dywizji wchodziła:
- 1 Brygada Górska w Mostarze,
- 2 Brygada Górska w Trebinje,
- 3 Brygada Górska w Nevesinje,
- 6 Brygada Górska w Bilećy,
- 13 Brygada Górska w Mostarze[7][8].

## Kadra
Komendanci dywizji
- FML August Kochmeister ( – 1 XI 1868 → stan spoczynku[9][10])
- FML Gabriel von Rodich (1868[11] – )
- FML Stephan Jovanović ( – 1878 → zastępca generała komenderującego i szefa Krajowego Rządu Bośni i Hercegowiny)
- GM arcyksiążę Johann Nepomuk Salvator von Österreich-Toskana (1878[5] – 1879 → komendant 33 Dywizji Piechoty)
- FML Alfred Joëlson (1879 – 1881 → komendant 33 Dywizji Piechoty)
- FML Leo von Schauer (1881 – 1883)
- GM Karl Gottl ( – 1 III 1912 → stan spoczynku[12])
- FML Ferdinand Olbert (1912 – 1 VIII 1914[6] → stan spoczynku[13])
- FML Ignaz Trollmann von Lovcenberg (VIII – XII 1914)
- GM Julius Vidalč von San Martino (VII 1917 – XI 1918)

Komendanci 1 Brygady
- GM Adolf von Schönfeld ( – 1868 → komendant brygady w 14 Dywizji[14], †21 VI 1868[15])
- GM Eduard Udvárnoky de Kis-Jóka (1868[16] – )

Komendanci 2 Brygady – komendanci twierdzy Ragusa
- GM Johann Morhammer ( – 1868[17] → szef Sekcji III Ministerstwa Wojny Rzeszy)
- GM Anton Dormus (1868[18] – 1 X 1870 → stan spoczynku[19])
- GM Stephan Jovanović (1870 – )

Komendanci 1 Brygady Górskiej w Mostarze
- GM Nikolaus Thodorovich ( – 1879 → komendant 52 Brygady Piechoty)
- GM Karl Urban (1879 – 1880 → komendant 12 Brygady Piechoty)
- GM Leo von Schauer (1880 – 1881 → komendant 18 Dywizji Piechoty)
- GM Alexander Czveits von Potissije (1881 – )

Komendanci 2 Brygady Górskiej w Trebinje
- płk Georg Babich (1880 – 1882)

Komendanci 3 Brygady Górskiej w Stolacu
- GM Arnold König ( – 1880 → komendant 9 Brygady Piechoty)
- GM Joseph Reicher (1880 – 1882)

Komendanci 4 Brygady Górskiej w Mostarze
- płk Karl Urban ( – 1879 → komendant 1 Brygady Górskiej)

Szefowie sztabu
- ppłk SG Anton Hiltl (1869 – )
- August Slameczka (1877 – 1880 → szef sztabu 28 Dywizji Piechoty)
- mjr SG Joseph Netuschill (1882)

Szefowie sanitarni
- starszy lekarz sztabowy 2. klasy Marian Grabowski (1914)